# Lista szkół w Radomiu
Oświata w Radomiu – Radom jest w województwie mazowieckim największym po Warszawie ośrodkiem akademickim. W mieście znajduje się sześć szkół wyższych.

## Szkoły podstawowe

### Publiczne[1][2]
- Publiczna Szkoła Podstawowa nr 1 im. Ignacego Daszyńskiego
- Publiczna Szkoła Podstawowa nr 2 im. Hansa Christiana Andersena
- Publiczna Szkoła Podstawowa nr 3 im. Jana Długosza
- Publiczna Szkoła Podstawowa nr 4 im. Kazimierza Jagiellończyka
- Publiczna Szkoła Podstawowa nr 5 im. Marii Dąbrowskiej
- Publiczna Szkoła Podstawowa nr 6 im. Orła Białego
- Publiczna Szkoła Podstawowa nr 7 im. Kazimierza Pułaskiego
- Publiczna Szkoła Podstawowa nr 9 im. Henryka Sienkiewicza
- Publiczna Szkoła Podstawowa Nr 10 im. Lotników Polskich przy Zespole Szkolno-Przedszkolnym nr 3
- Publiczna Szkoła Podstawowa Nr 11 im. Adama Jerzego Czartoryskiego przy Zespole Szkolno-Przedszkolnym Nr 2
- Publiczna Szkoła Podstawowa nr 12 Specjalna im. bp Jana Chrapka
- Publiczna Szkoła Podstawowa nr 13 im. Ks. Józefa Poniatowskiego
- Publiczna Szkoła Podstawowa nr 14 Integracyjna im. Jana Pawła II
- Publiczna Szkoła Podstawowa nr 15 im. Władysława Syrokomli
- Publiczna Szkoła Podstawowa nr 16 im. św. Brata Alberta przy Zespole Szkół Specjalnych i Placówek Oświatowych[3]
- Publiczna Szkoła Podstawowa nr 17 im. Jana Kochanowskiego
- Publiczna Szkoła Podstawowa nr 18 im. Komisji Edukacji Narodowej przy Zespole Szkolno-Przedszkolnym Nr 1
- Publiczna Szkoła Podstawowa nr 19 im. Edmunda Bakalarza
- Publiczna Szkoła Podstawowa nr 20 im. Obrońców Pokoju
- Publiczna Szkoła Podstawowa nr 21 im. ks. Jana Twardowskiego
- Publiczna Szkoła Podstawowa nr 22 im. Mikołaja Reja
- Publiczna Szkoła Podstawowa nr 23 im. Stefana Żeromskiego
- Publiczna Szkoła Podstawowa nr 24 im. Kornela Makuszyńskiego
- Publiczna Szkoła Podstawowa nr 25
- Publiczna Szkoła Podstawowa nr 26
- Publiczna Szkoła Podstawowa nr 27 im. Szarych Szeregów[4]
- Publiczna Szkoła Podstawowa nr 28 im. Adama Mickiewicza
- Publiczna Szkoła Podstawowa nr 29 im. Władysława Broniewskiego
- Publiczna Szkoła Podstawowa nr 30 im. Królowej Jadwigi
- Publiczna Szkoła Podstawowa nr 31 im. Kardynała Stefana Wyszyńskiego
- Publiczna Szkoła Podstawowa nr 32 im. Marszałka Józefa Piłsudskiego przy Zespole Szkolno-Przedszkolnym Nr 4
- Publiczna Szkoła Podstawowa nr 33 im. Kawalerów Orderu Uśmiechu
- Publiczna Szkoła Podstawowa nr 34

### Niepubliczne[1][5]
- Niepubliczna Dwujęzyczna Szkoła Podstawowa nr 1
- Niepubliczna Szkoła Podstawowa im. Juliusza Słowackiego[6]
- Niepubliczna Szkoła Podstawowa "Nasza Szkoła"
- I Społeczna Szkoła Społecznego Towarzystwa Oświatowego[7]
- Szkoła Podstawowa Partner International Primary School im. Marii Montessori

## Szkoły artystyczne
- Zespół Szkół Muzycznych im. Oskara Kolberga
- Szkoła Plastyczna I i II stopnia im. Józefa Brandta
- Państwowa Szkoła Plastyczna I Stopnia im. Jacka Malczewskiego

## Szkoły ponadpodstawowe

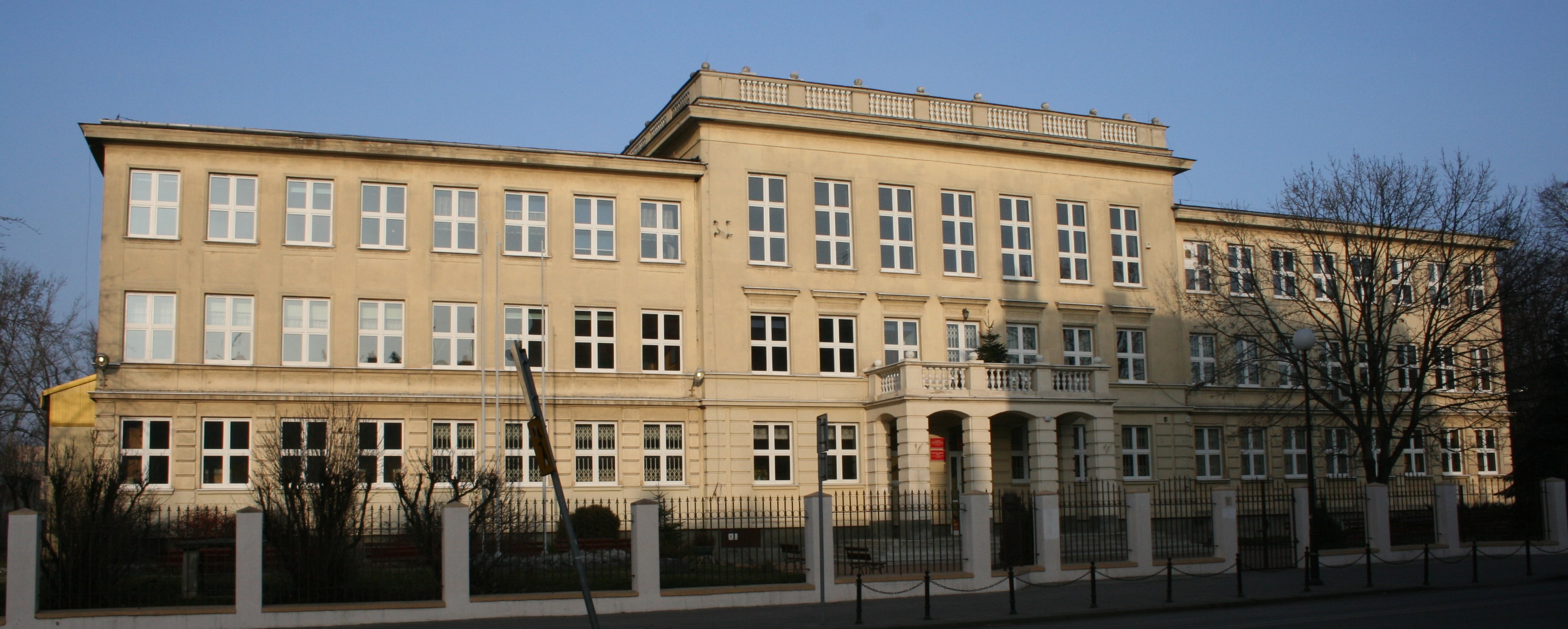
Budynek przy ul. Kilińskiego 25, siedziba VI LO im. Jana Kochanowskiego

- Ogólnokształcące Liceum Językowe z oddziałami dwujęzycznymi im. Unii Europejskiej w Radomiu pod patronatem UMCS Lublin, Radom
- Akademickie Liceum Ogólnokształcące w Radomiu
- Katolickie Liceum Ogólnokształcące im. św. Filipa Neri
- I Społeczne Liceum Ogólnokształcące Społecznego Towarzystwa Oświatowego
- I Liceum Ogólnokształcące im.Mikołaja Kopernika
- II Liceum Ogólnokształcące im. Marii Konopnickiej w Radomiu
- III Liceum Ogólnokształcące im. Dionizego Czachowskiego
- IV Liceum Ogólnokształcące im. Tytusa Chałubińskiego
- V Liceum Ogólnokształcące im. Romualda Traugutta
- VI Liceum Ogólnokształcące im. Jana Kochanowskiego
- VII Liceum Ogólnokształcące im. Krzysztofa Baczyńskiego
- X Liceum Ogólnokształcące im. Stanisława Konarskiego
- XI Liceum Ogólnokształcące z oddziałami integracyjnymi im. St.Staszica
- XII Liceum Ogólnokształcące z oddziałami sportowymi przy Zespole Szkół Ogólnokształcących nr 4
- XIII Liceum Ogólnokształcące z oddziałami dwujęzycznymi im. Polskich Noblistów
- Zespół Szkół Elektronicznych im. Bohaterów Westerplatte[8]
- Zespół Szkół Agrotechnicznych i Gospodarki Żywnościowej im. Władysława Reymonta
- Zespół Szkół Spożywczych i Hotelarskich
- Zespół Szkół Ekonomicznych
- Zespół Szkół Skórzano-Odzieżowych, Stylizacji i Usług
- Zespół Szkół Samochodowych im. rotmistrza Witolda Pileckiego
- Zespół Szkół Zawodowych im. mjr H. Dobrzańskiego
- Zespół Szkół Technicznych im. Tadeusza Kościuszki
- Zespół Szkół Medycznych
- Zespół Szkół Budowlanych im. Kazimierza Wielkiego
- Specjalny Ośrodek Szkolno - Wychowawczy im. J. Korczaka
- Branżowa Szkoła I Stopnia
- Publiczna Szkoła Przysposabiająca do Pracy

## Szkolnictwo wyższe

### Uczelnie publiczne
- Uniwersytet Radomski im. Kazimierza Pułaskiego w Radomiu

### Uczelnie niepubliczne[9]
- Akademia Handlowa Nauk Stosowanych
- Europejska Uczelnia Społeczno-Techniczna im. Sługi Bożego Roberta Schumana
- Prywatna Wyższa Szkoła Ochrony Środowiska
- Radomska Szkoła Wyższa (dawniej Wyższa Szkoła Finansów i Bankowości)
- Wyższa Inżynierska Szkoła Bezpieczeństwa i Organizacji Pracy
- Wyższe Seminarium Duchowne

### Uczelnie zlikwidowane
- Kolegium Nauczycielskie (Uczelnia patronacka: UMCS w Lublinie)[10]
- Nauczycielskie Kolegium Języków Obcych (Uczelnia patronacka: Uniwersytet Warszawski)[11]
- Niepubliczne Nauczycielskie Kolegium Języków Obcych TWP (Uczelnia patronacka: UMCS w Lublinie)
- Uniwersytet Kardynała Stefana Wyszyńskiego – Instytut Teologiczny w Radomiu[12]
- Uniwersytet Marii Curie-Skłodowskiej – Kolegium Licencjackie w Radomiu[13]
- Uniwersytet Warszawski – Wydział Zamiejscowy w Radomiu
- Wyższa Inżynierska Szkoła Przedsiębiorczości[9]
- Wyższa Szkoła Biznesu im. Biskupa Jana Chrapka[9]
- Wyższa Szkoła Dziennikarska im. Melchiora Wańkowicza – Wydział Zamiejscowy w Radomiu

## Instytuty naukowo-badawcze
- Instytut Technologii Eksploatacji
- Instytut Techniki Grzewczej i Sanitarnej
- Instytut Eksploatacji Pojazdów i Maszyn